# 方舱

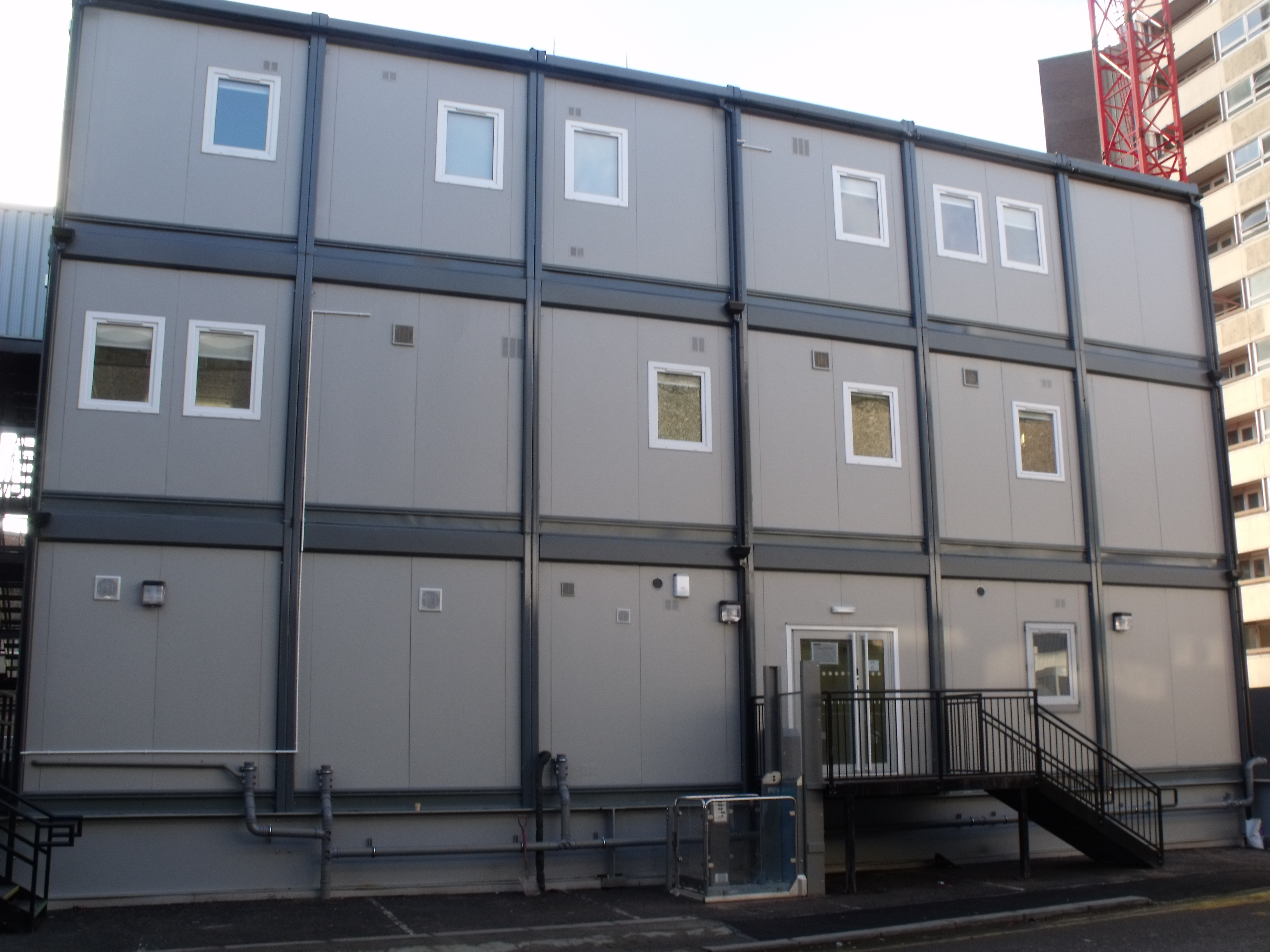
伯明翰新街火车站的模块集成式临时建筑。

方舱是使用各类坚固材料组合形成的可移动模块化建筑结构，可以单独使用，也可以集成方式构建更大的建筑，一般使用标准尺寸，易于集成、拆卸、移动。

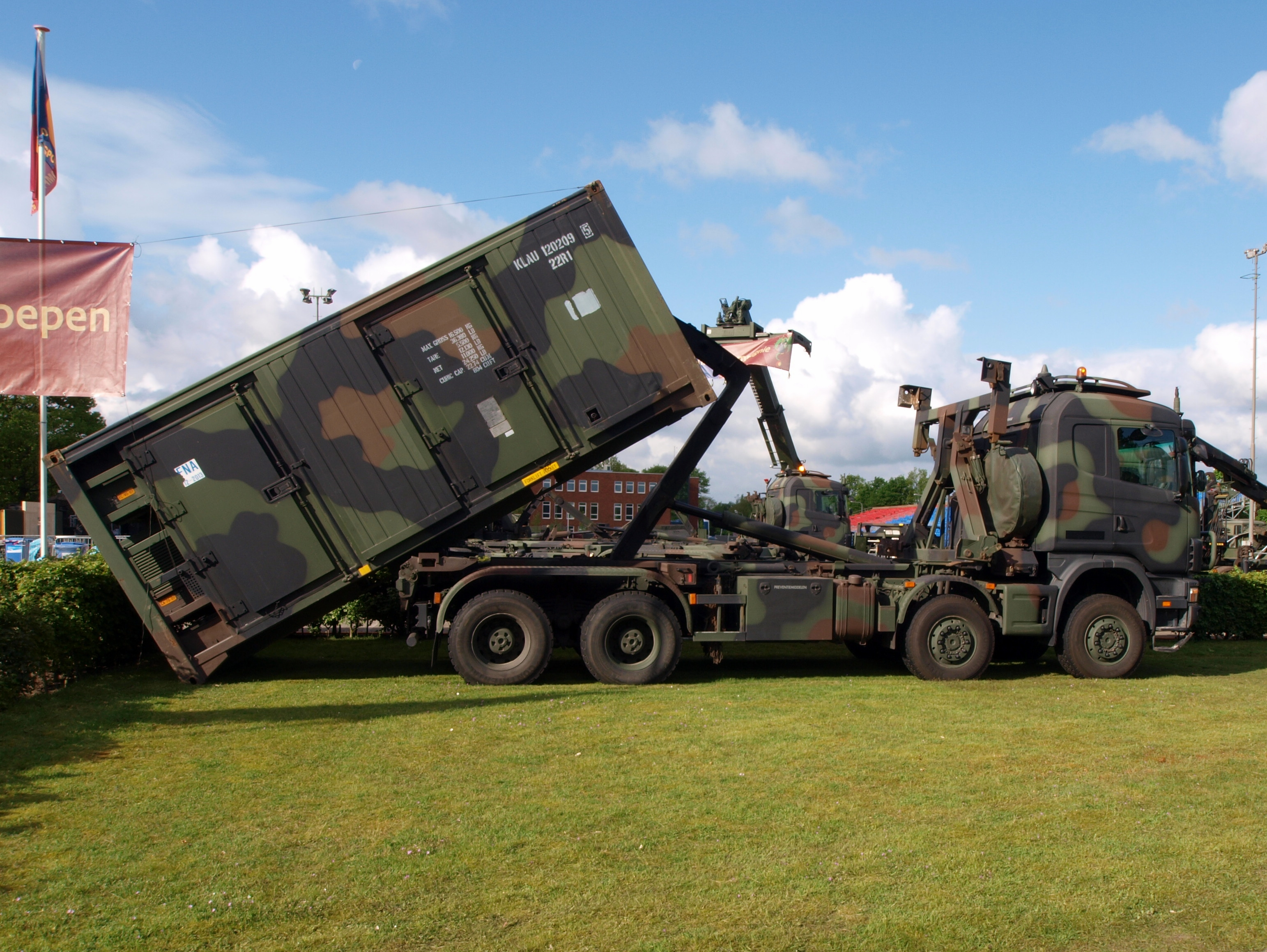
軍車卸載方艙

“方舱”是中国大陆的工程术语，所指的结构也可称为模块（module）或预制式（prefabricated）结构。模块建筑结构的长处在于灵活性，因此一般采用标准的尺寸规格，其中最常见的规格是标准跨模式集装箱（货柜）（Intermodal container），因此在西方使用模块或预制式的箱式结构建造的装配式建筑（组合屋）一般通称为“货柜◯◯”，例如“货柜住宅”（container home）。在现代，模块结构建筑是可移动建筑（Portable building）的一种常见型式，由于使用标准尺寸的模块，因此可以使用标准货柜卡车和吊车迅速集成和拆卸。现代世界上使用最多的模块式建筑品牌是“Portakabin”，因此在英语中模块建筑也俗称为“Portacabin”。

## 军用方舱

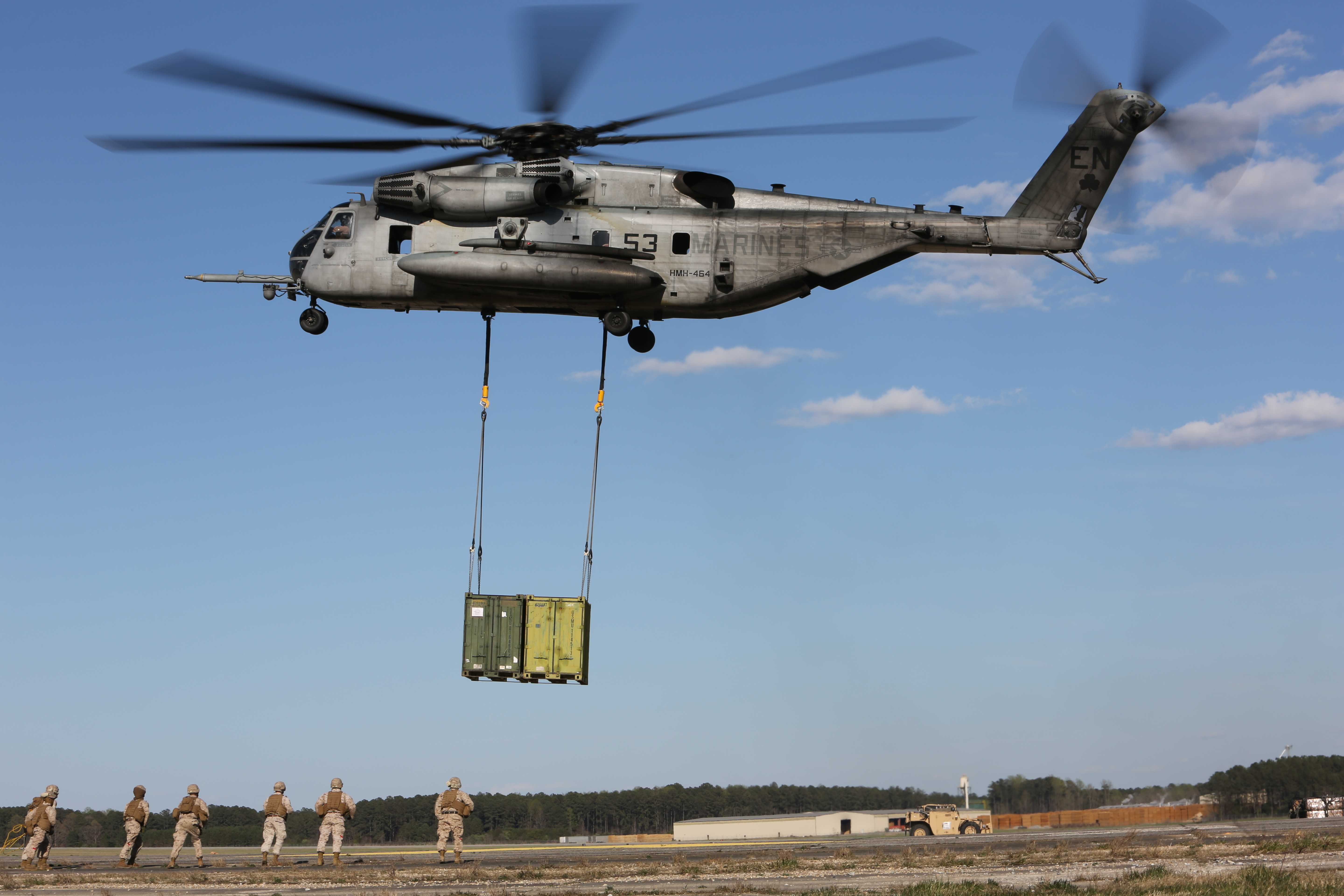
直升機吊運四個方艙

方舱起源于美国。1950年代初，美国在世界上率先开始方舱的研制工作。最初方舱被应用于美军，方舱都配有载车，机动性能高，根据需求在方舱内部设计相应结构、安装相关设备。
德国科隆的彼得·鲍尔（Peter Bauer）工厂主要生产货车、公共汽车、拖车、方舱及其他城市车辆。1950年代中期起，该厂开始方舱生产，成为欧洲较早的方舱制造商。首个客户是比利时军方，在1954年向该厂定购了安在福特G798B3吨全轮驱动卡车上的工作间方舱、空气调节方舱、影像方舱。同时期，驻扎在德国的美国陆军也向该厂定购了一批安在福特FK4000底盘上的燃料补给方舱。

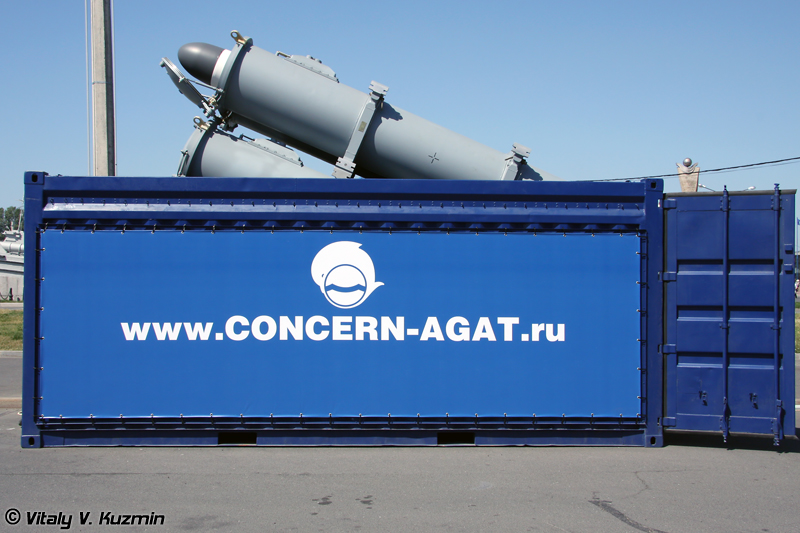
方艙裝載飛彈系統

1982年，中国人民解放军空军第二研究所与中华人民共和国机械电子工业部4192厂联合研制成功首台骨架式方舱，开创了中华人民共和国自行设计并生产方舱的历史。1988年8月，中国人民解放军总参谋部、总后勤部下达“军用通用方舱”论证任务通知后，方舱的制造引起中国人民解放军内外的关注并获得快速发展。1990年代起，方舱在中国人民解放军内获得广泛应用。
现代的中国大陆把各种标准尺寸的模块式箱式结构都叫做“方舱”。按照是否用于军事分，可分为军用方舱、民用方舱。按照特性及功能分，可分为防弹方舱、移动方舱、通讯方舱、监测方舱、医疗方舱、气象方舱、厢式车厢、特种车厢、保温车厢、冷藏车厢、集装箱等。

## 方舱（模块）医院

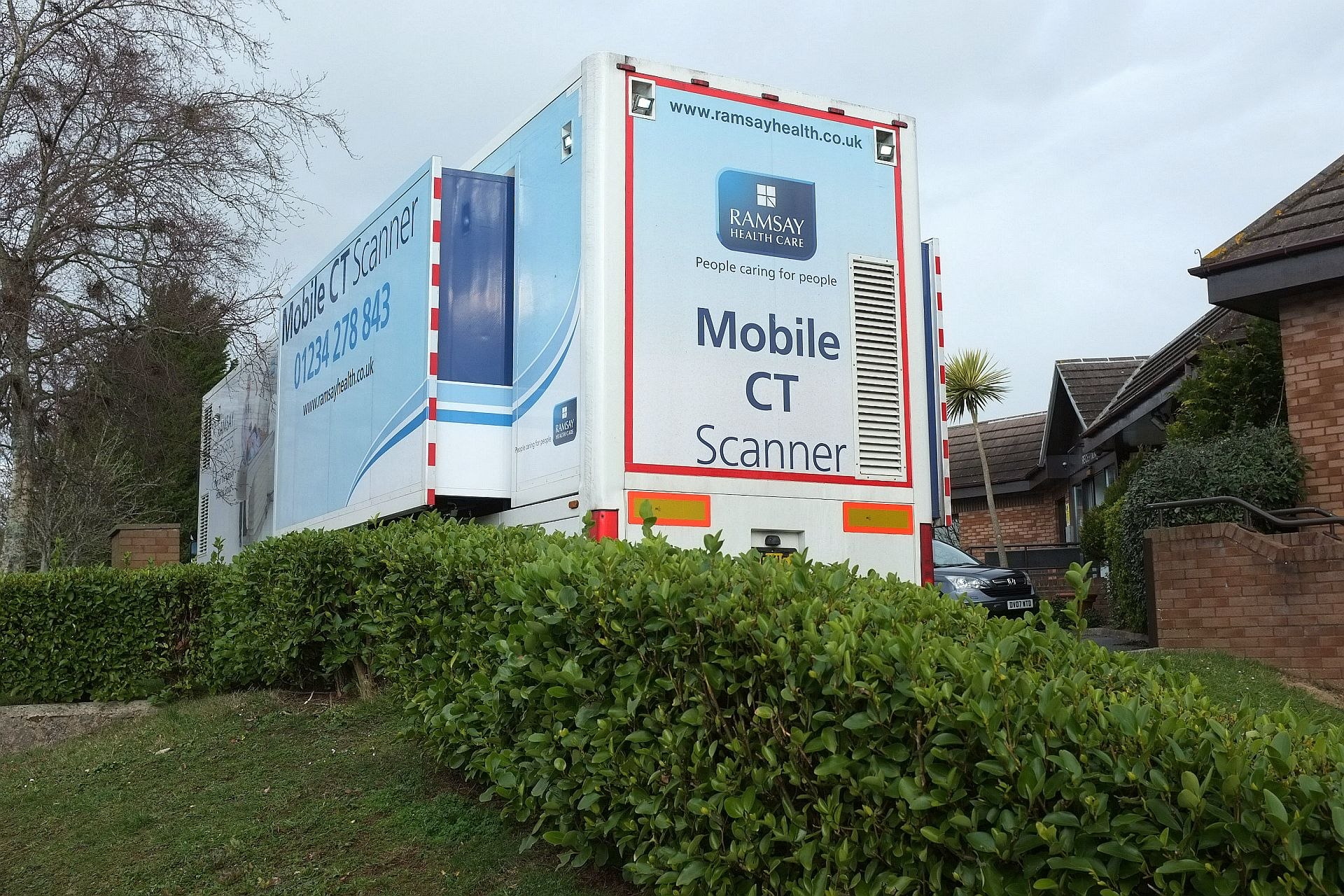
用作電腦斷層掃瞄（CT）的可移動方艙

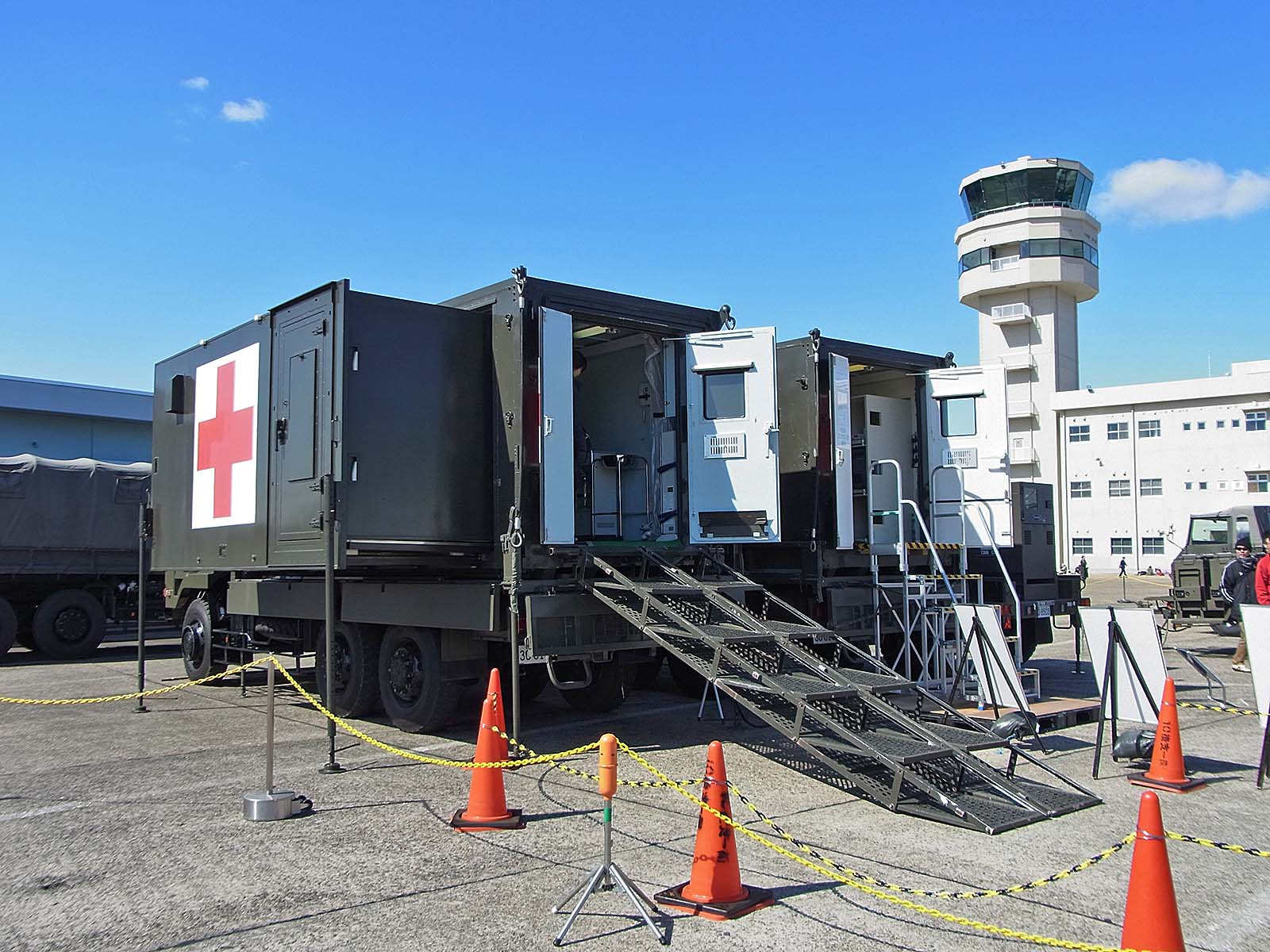
野外手術系統：手術室在左，手術准備室在右，用時消毒殺菌車、衛生補給車、電源車等伴隨

医疗方舱及由医疗方舱组成的方舱医院，是方舱的其中一种较为人们熟悉的类型。方舱医院的发展始于1960年代，当时美军为适应越南战争之需，率先将自给式可运输野战医院（或称轻便野战医院一MuST）投入战场使用，成为野战医院方舱化的开端。1970年代以后，方舱医院的形式发生多种变化，英国、德国、法国等国研制出采用越野车底盘载运的拖车或半挂拖车式组合单元。1980年代至1990年代，方舱医院获得很大发展，意大利、西班牙、奥地利、荷兰、新加坡、台湾都研制和采购了方舱医院。1990年代初中期，随着第一次海湾战争结束，各国军方对方舱医院出现新认识，方舱医院的研发成为热点。该阶段，法国GIAT公司研制的技术互联方舱医院被许多北约国家引进。德军从1990年代起大规模研发医疗方舱系统，形成了满足不同卫勤保障功能、模块化、系列化的方舱式卫生装备体系，大幅度提高了野战条件下的卫勤保障能力。21世纪开始后，方舱医院的信息化作业能力获得提高，机动形式增加，标准化和通用化的程度提升，并在地震救援等非战争军事行动中获更多应用。

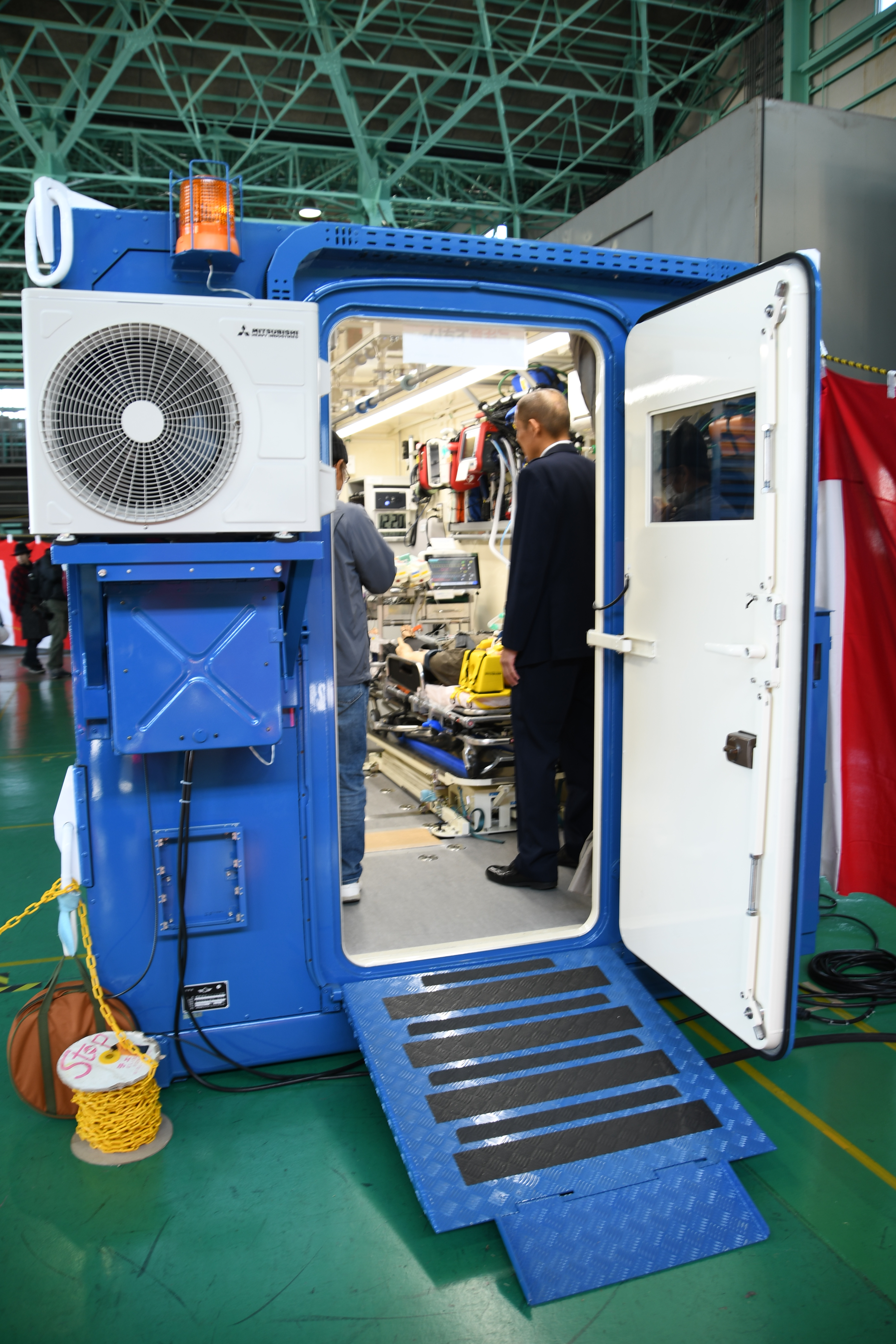
衛勤方艙内窺

医疗方舱的设计也有许多独特之处。以中国人民解放军的医疗方舱为例，中国人民解放军在2003年後認為，應該將卫勤保障延伸至前線，並且參考美軍前進外科小組的設備，將醫療設備模組化，設計出醫療方艙。其長寬高以20呎國際標準集装箱為準（6.05米×2.438米×4.438米）。每個方艙負責一個功能，分為醫療（急救、X光）、資源保障（供水、供電）、病房等不同方艙，12個方艙組成一個標準的方艙醫院，佔地規模兩個運動場，展開時間約3小時。每24小時可救治200至300名病人。方艙有過濾空氣等防護功能，有空調，可遮風避雨。医疗方舱在2008年汶川大地震、2010年玉树地震、2013年雅安地震、2015年4月尼泊尔地震、2019冠狀病毒病疫情都曾使用過。
在澳大利亚的偏远内陆地区，模块式医院被用于保证医院建筑品質（因为模块可在设施较齐全的地方预制），并保证工期进展（在当地集成组装只需较少的时间）。

## 另見
- 装配式建筑
- 貨櫃屋
- 集装箱